# Lotus F1 Team
|  | Aquest article tracta sobre l'escuderia que va competir en del Mundial de Fórmula 1 des de la temporada 2011 fins a la temporada 2015. No s'ha de confondre amb Team Lotus (l'escuderia que va competir entre el 1954 i el 1994) o Lotus F1 Racing (l'escuderia que va competir el 2010). |

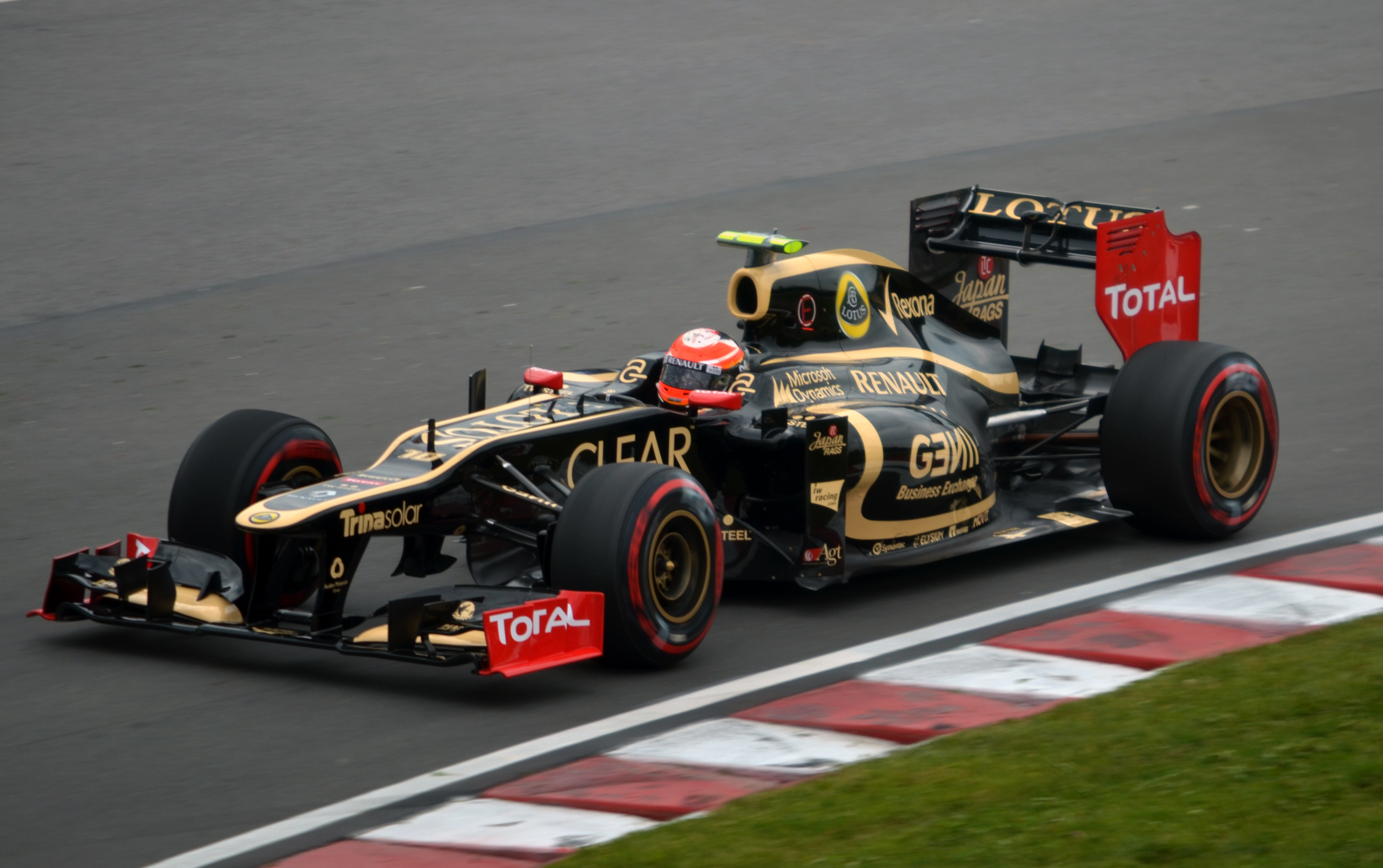
Romain Grosjean en el Gran Premi del Canadà del 2012

Lotus F1 Team és una escuderia de Fórmula 1 que va competir en el Mundial de Fórmula 1 des de la temporada 2012 fins a la temporada 2015. Neix a partir de la compra de l'escuderia Renault F1 per part del grup inversor Genii Capital i deu el seu nom al fabricant de cotxes Lotus, membre d'aquest grup.

## Història

### Orígens
Lotus Cars va disposar d'equip propi a la Formula 1 entre les temporades 1958 i 1994 proclamant-se en 6 ocasions campions del campionat de pilots (1963, 1965, 1968, 1970, 1973 i 1978) i en 7 ocasions del campionat de constructors (1963, 1965, 1968, 1970, 1972, 1973 i 1978).
L'actual escuderia Lotus F1 Team té el seu origen en l'escuderia Toleman, que va competir en la Fórmula des del 1981 fins al 1985.
Aquell any, la marca de roba Benetton compraria l'escuderia, donant lloc a l'escuderia Benetton Formula, que va competir des del 1986 fins al 2001, període en el qual va aconseguir 1 mundial de pilots(1995, Michael Schumacher) i 2 mundials de constructors (1994, 1995).
El 2001, el fabricant de cotxes Renault va comprar l'escuderia a Benetton, i l'escuderia passà a dir-se Renault F1. Renault F1 participà en el mundial des del 2002 fins al 2010, període amb el qual guanyaria dos mundials de pilots (2005, 2006 Fernando Alonso) i dos de constructors (2005, 2006).

### Lotus F1 Team (2011 - 2015)
El 2010 Renault ven el 75% de l'escuderia Renault F1 Team al grup inversor Genii Capital, i amb el patrocini de Lotus Cars comença a competir la temporada 2011 amb el nom Lotus Renault GP.
El 2011 compra el 25% restant a Renault i a partir de la temporada 2012 s'adopta el nom simplement de Lotus F1 Team, però Renault segueix com a proveedor de motors de l'escuderia.
La temporada 2012 i 2013 amb els pilots Kimi Räikkönen i Romain Grosjean obtè els seus millors resultats amb una quarta posició en el campionat de constructors i la seva única victòria en el Gran Premi d'Abu Dhabi 2012. La temporada 2015, l'escuderia canvia el proveïdor de motors i competeix amb motors Mercedes. El 4 de desembre de 2015, Renault recompra l'equip i a partir de la temporada 2016 torna a competir com a Renault F1 Team.

## Resultats
| Temporada | Nom sencer de l'equip | Motor                                | Pneumàtic | Posició campionat constructors |
| --------- | --------------------- | ------------------------------------ | --------- | ------------------------------ |
| 2011      | Lotus Renault GP      | Renault RS27 V8 (Renault)            | Pirelli   | 5                              |
| 2012      | Lotus F1 Team         | Renault RS27 V8 (Renault)            | Pirelli   | 4                              |
| 2013      | Lotus F1 Team         | Renault RS27 V8 (Renault)            | Pirelli   | 4                              |
| 2014      | Lotus F1 Team         | Renault Energy F1 V6 (Renault)       | Pirelli   | 8                              |
| 2015      | Lotus F1 Team         | Mercedes PU106A Hybrid V6 (Mercedes) | Pirelli   | 6                              |

## Palmarès
- Campionats del món de pilots: 0
- Campionats del món de constructors: 0
- Victòries: 1
- Poles: -
- Voltes ràpides: -

## Els pilots
- Romain Grosjean: 2012 (no participa en una cursa), 2013, 2014
- Pastor Maldonado: 2014
- Kimi Räikkönen: 2012, 2013
- Jérôme d'Ambrosio: 2012 (només participa en una cursa)